# Pternistis hildebrandti
El francolín de Hildebrandt (Pternistis hildebrandti) es una especie de ave galliforme de la familia Phasianidae.

## Distribución
Se lo encuentra en Burundi, República Democrática del Congo, Kenia, Malawi, Mozambique, Ruanda, Tanzania, y Zambia. Su nombre hace referencia a Johannes Hildebrandt, quien recolectó el primer espécimen en Kenia.

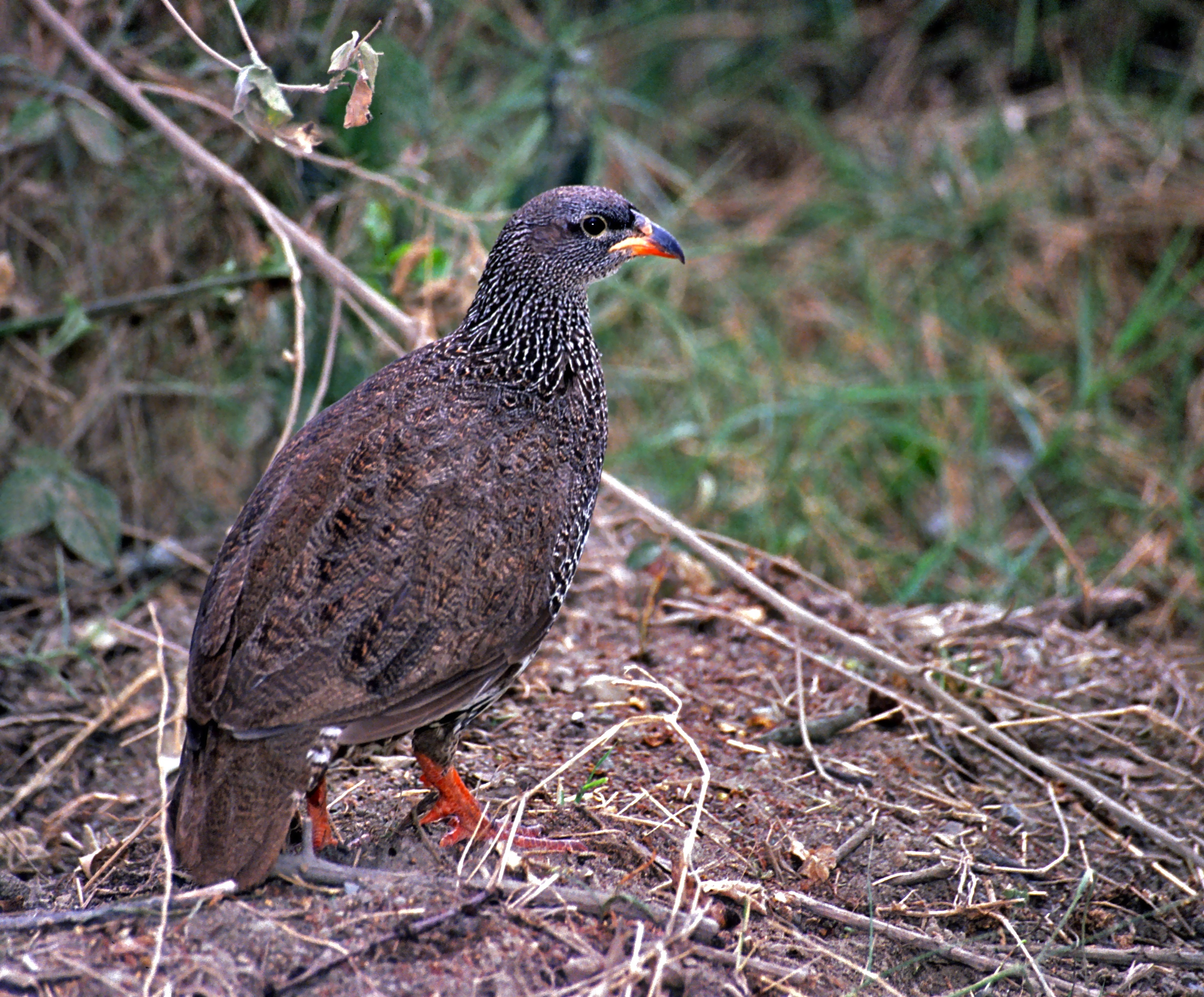